# José A. Ferrer
José Alexander Ferrer (Maimón, República Dominicana, 3 de marzo de 2000), más conocido como José A. Ferrer, es un jugador profesional dominicano de béisbol que se desempeña en la posición de lanzador en Washington Nationals, equipo de las Grandes Ligas de Béisbol (MLB).

## Carrera
En 2023, Ferrer hizo su debut en la MLB con el equipo Washington Nationals, donde lleva jugando dos temporadas.